# Macrocondyla albopilosa
Macrocondyla albopilosa är en tvåvingeart som beskrevs av Hall 1976. Macrocondyla albopilosa ingår i släktet Macrocondyla och familjen svävflugor. Inga underarter finns listade i Catalogue of Life.